# Kuopio
Kuopio ([ˈkuo̯pio]ⓘ) es una ciudad y municipio finlandés, ubicada al este del país y rodeada por el lago Kallavesi. Kuopio era parte de la provincia administrativa de Finlandia Oriental hasta el final de 2009 y desde entonces forma parte de la región de Savonia del Norte, siendo su capital. Es la octava ciudad más grande de Finlandia y la más grande de su anterior provincia.
Se reconoce a Kuopio por su asociación con una de las delicias culinarias nacionales, el paté finlandés de pescado (kalakukko), y también por su dialecto savo, además de la colina Puijo y de la torre que aquí se encuentra. Varios barrios de la ciudad se encuentran en varias de las islas del Kallavesi.
Uno de los dos campus de la Universidad de Finlandia Oriental está situada cerca del centro de la ciudad y tiene unos 6000 estudiantes. Un departamento de la Academia Sibelius también actúa en Kuopio.

## Historia
La fundación de Kuopio data del 1653 gracias al gobernador Peter Brahe, pero se reconoce como fecha oficial el 17 de noviembre de 1775, cuando el rey Gustavo III de Suecia ordenó el establecimiento de la ciudad de Kuopio.

## Demografía
En 2022, el municipio tenía una población de 122 590 habitantes.
| Gráfica de evolución de Kuopio entre 1792 y |
|                                             |

Se reconoce a Kuopio el ser el centro cultural de la parte oriental de Finlandia.  

## Lugares de interés
- Museo de la iglesia ortodoxa, en este museo se encuentran instalados los claustros de las iglesia ortodoxas finlandesas  Valamo, Konevista y Petsamo.
- Plaza del mercado, se encuentra en la parte sur de la ciudad y es una de las más bellas de las que hay en Finlandia
- Victor-Barsokewitsch-Centro fotográfico, es una de las mejores exposiciones de fotografía del país.
- La torre Puijo, se encuentra enclavada en la colina Puijo que está en la parte norte de la ciudad justo detrás del museo de la iglesia ortodoxa. La torre Puijo con sus 75 metros de altura ofrece las mejores vistas de Kuopio, y de sus alrededores.
- La catedral.
- La biblioteca de la ciudad
- El Jardín Botánico de la Universidad de Kuopio.

## Deportes
- KalPa
- KuPS
- Puijon Pesis juega el deporte nacional de Finlandia, pesäpallo
- FIS World Cup Salto de esquí 7 de marzo del 2006 en Puijo

## Transporte
Las comunicaciones de la ciudad incluyen los trenes de Pendolino y InterCity, y vuelos de Finnair, Blue1, Finncomm Airlines y airBaltic (Riga).

## Galería

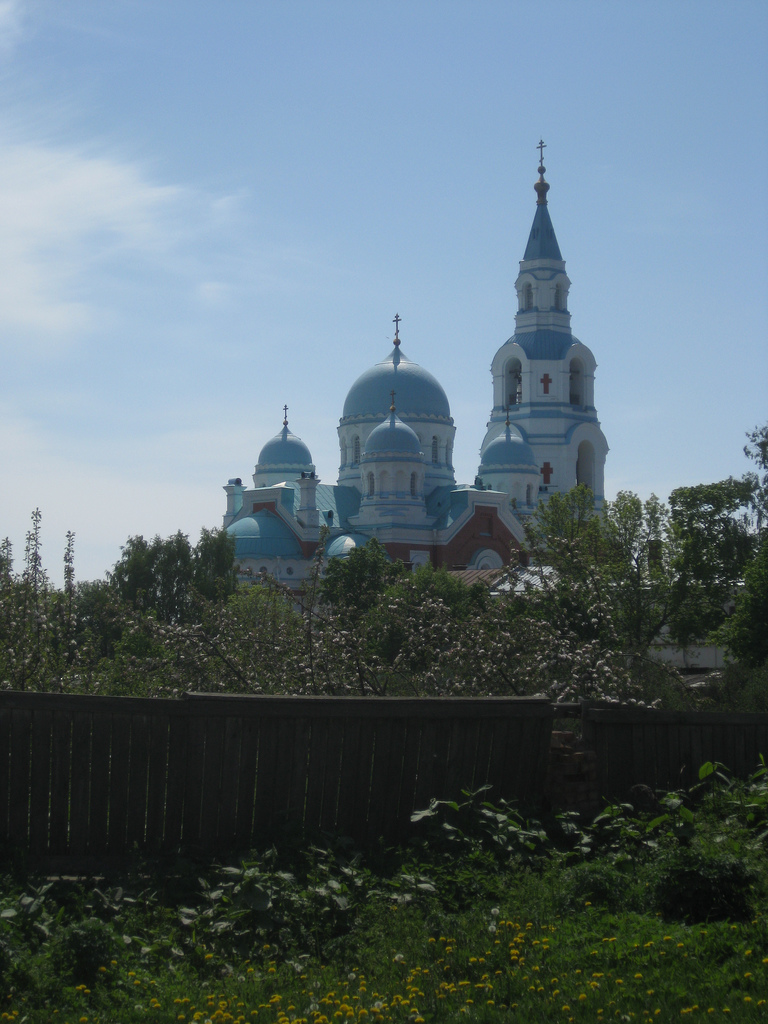
Monasterio de Valamo
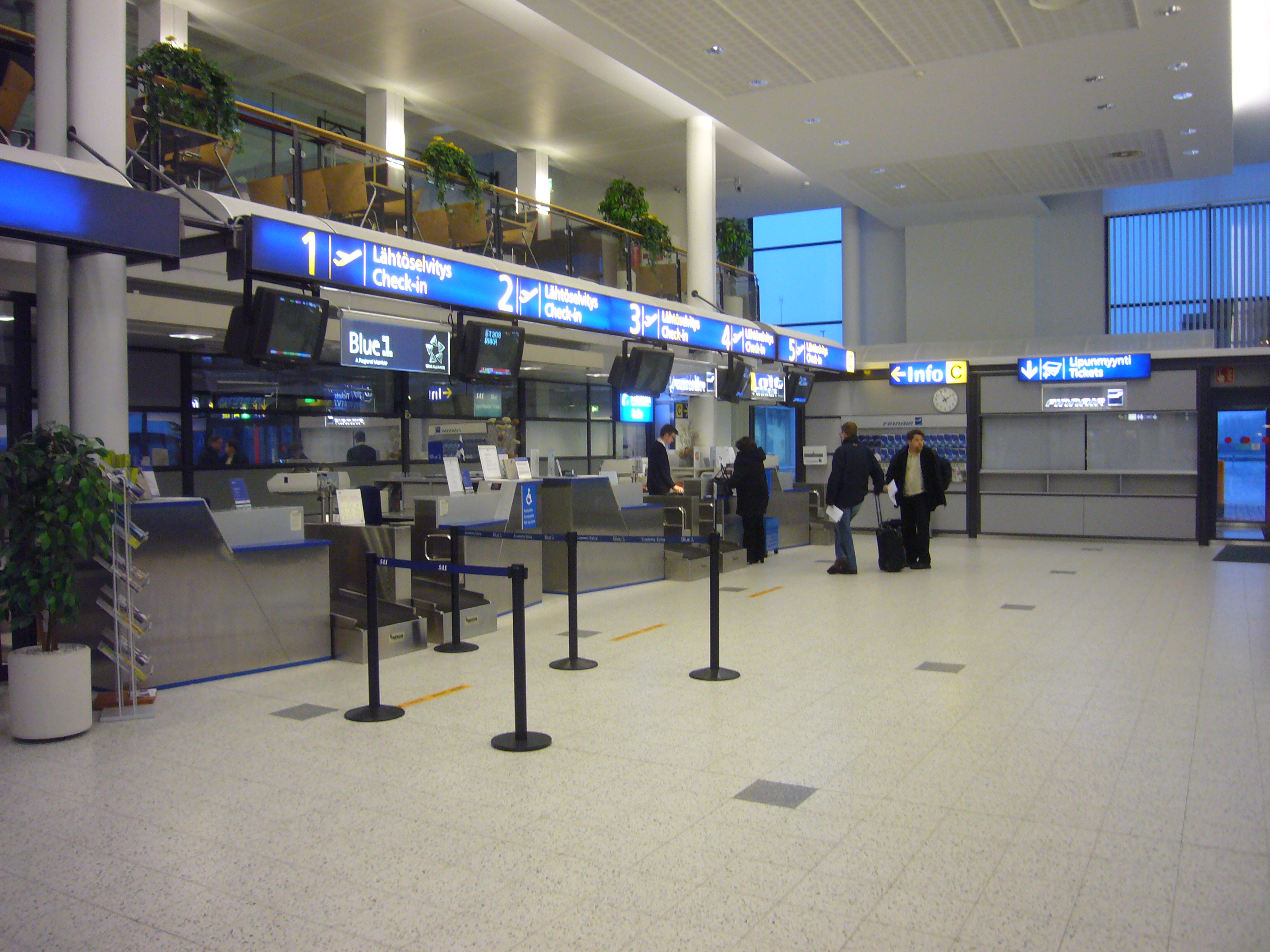
Aeropuerto de Kuopio
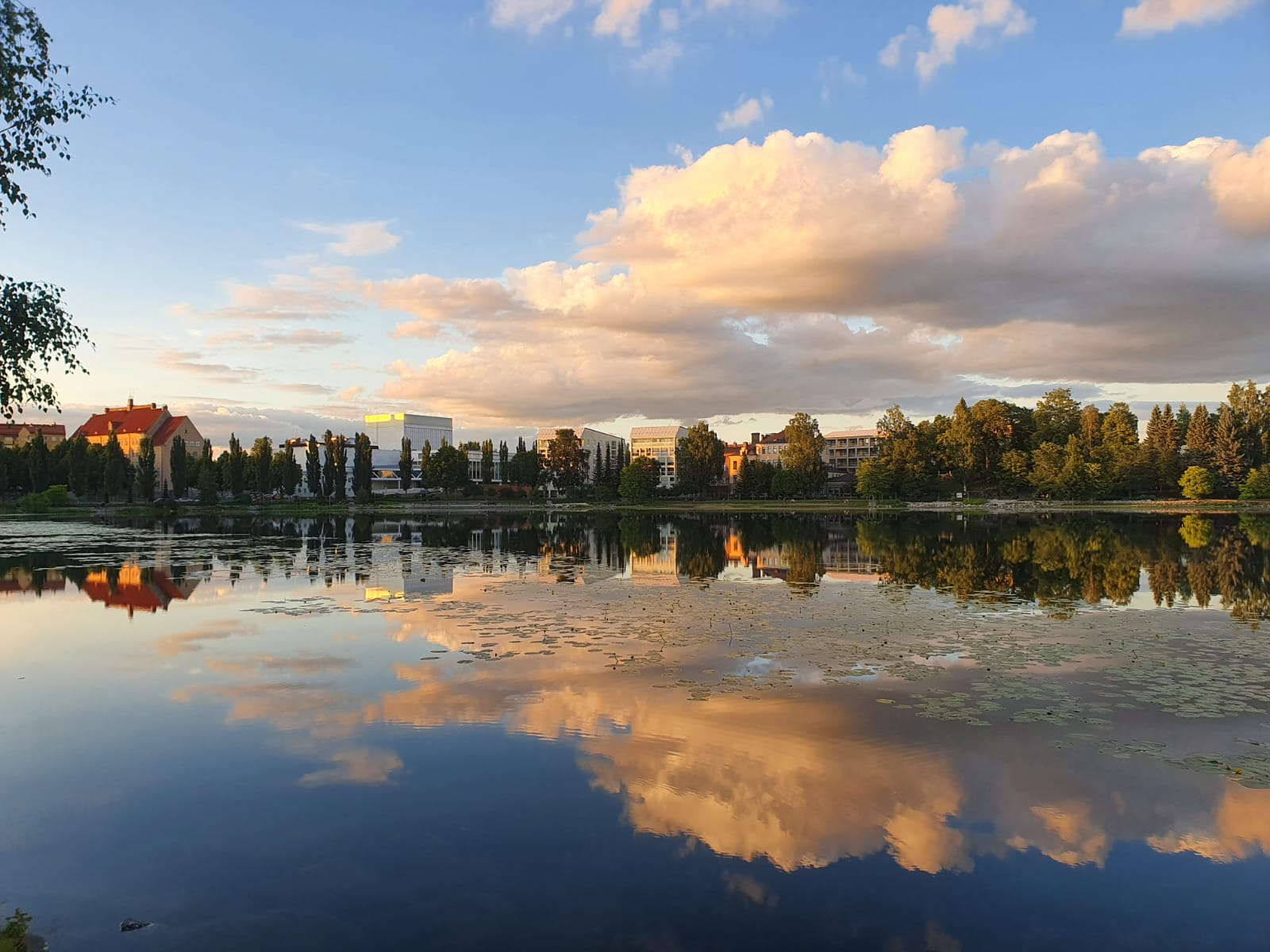
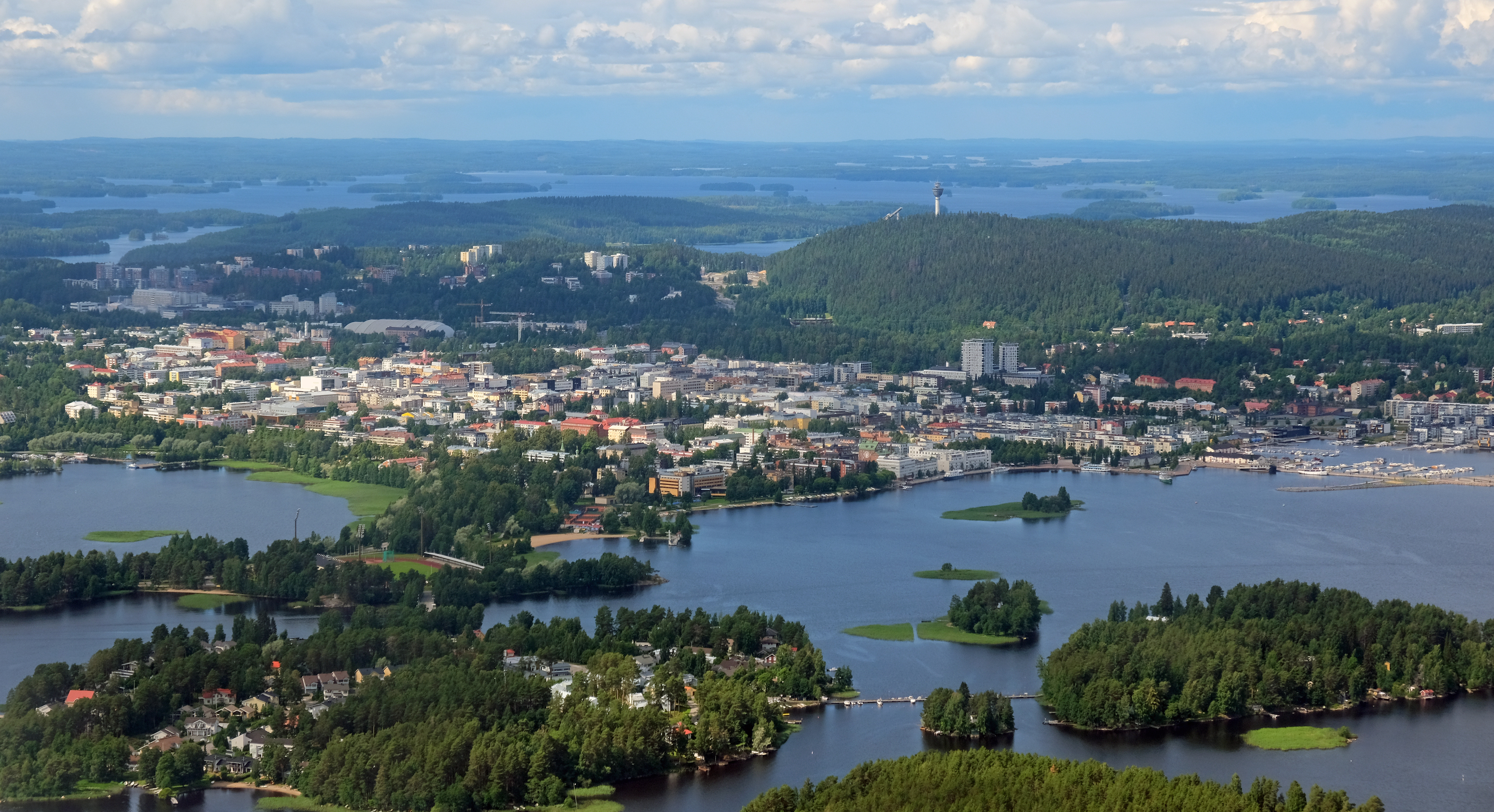

## Hermanamientos
- Besançon - Francia
- Castrop-Rauxel - Alemania
- Gera - Alemania